# Neoclytus interruptus
Neoclytus interruptus är en skalbaggsart som beskrevs av Leconte 1873. Neoclytus interruptus ingår i släktet Neoclytus och familjen långhorningar. Inga underarter finns listade i Catalogue of Life.